# فرانك مور كولبي
فرانك مور كولبي (بالإنجليزية: Frank Moore Colby)‏ هو كاتب ومؤرخ ومؤلف أمريكي، ولد في 1865 في واشنطن العاصمة في الولايات المتحدة، وتوفي في 1925.

## وصلات خارجية
- فرانك مور كولبي على موقع الموسوعة البريطانية (الإنجليزية)